# Il diamante della morte
Il diamante della morte (The Fatal Ring) è un serial muto del 1917 scritto e diretto da George B. Seitz e interpretato da Pearl White, Earle Foxe e Warner Oland. Il serial, della durata complessiva di quaranta rulli, era composto di venti episodi di due rulli ciascuno.

## Produzione
Il film fu prodotto da Louis J. Gasnier (con il nome Louis Gasnier) per l'Astra Film.

## Distribuzione
Distribuito dalla Pathé Exchange, uscì nelle sale cinematografiche statunitensi l'8 luglio 1917. In Francia, il film fu distribuito dalla Pathé Frères nel 1918. Una copia completa del serial viene conservata negli archivi dell'UCLA.

### Uscite
1. The Violet Diamond (8 luglio 1917)
2. The Crushing Walls (15 luglio 1917)
3. Borrowed Identity (22 luglio 1917)
4. The Warning On The Ring (29 luglio 1917)
5. Danger Underground (5 agosto 1917)
6. Rays of Death (12 agosto 1917)
7. The Signal Lantern (19 agosto 1917)
8. The Switch In The Safe (26 agosto 1917)
9. The Dice of Death (2 settembre 1917)
10. The Perilous Plunge (9 settembre 1917)
11. The Short Circuit (16 settembre 1917)
12. A Desperate Chance (23 settembre 1917)
13. A Dash of Arabia (30 settembre 1917)
14. The Painted Safe (7 ottobre 1917)
15. The Dagger Duel (14 ottobre 1917)
16. The Double Disguise (21 ottobre 1917)
17. The Death Weight
18. The Subterfuge
19. The End of The Trail